# Rubus sumatranus
Rubus sumatranus är en rosväxtart som beskrevs av Friedrich Anton Wilhelm Miquel. Rubus sumatranus ingår i släktet rubusar, och familjen rosväxter. Utöver nominatformen finns också underarten R. s. myriadenus.

## Bildgalleri

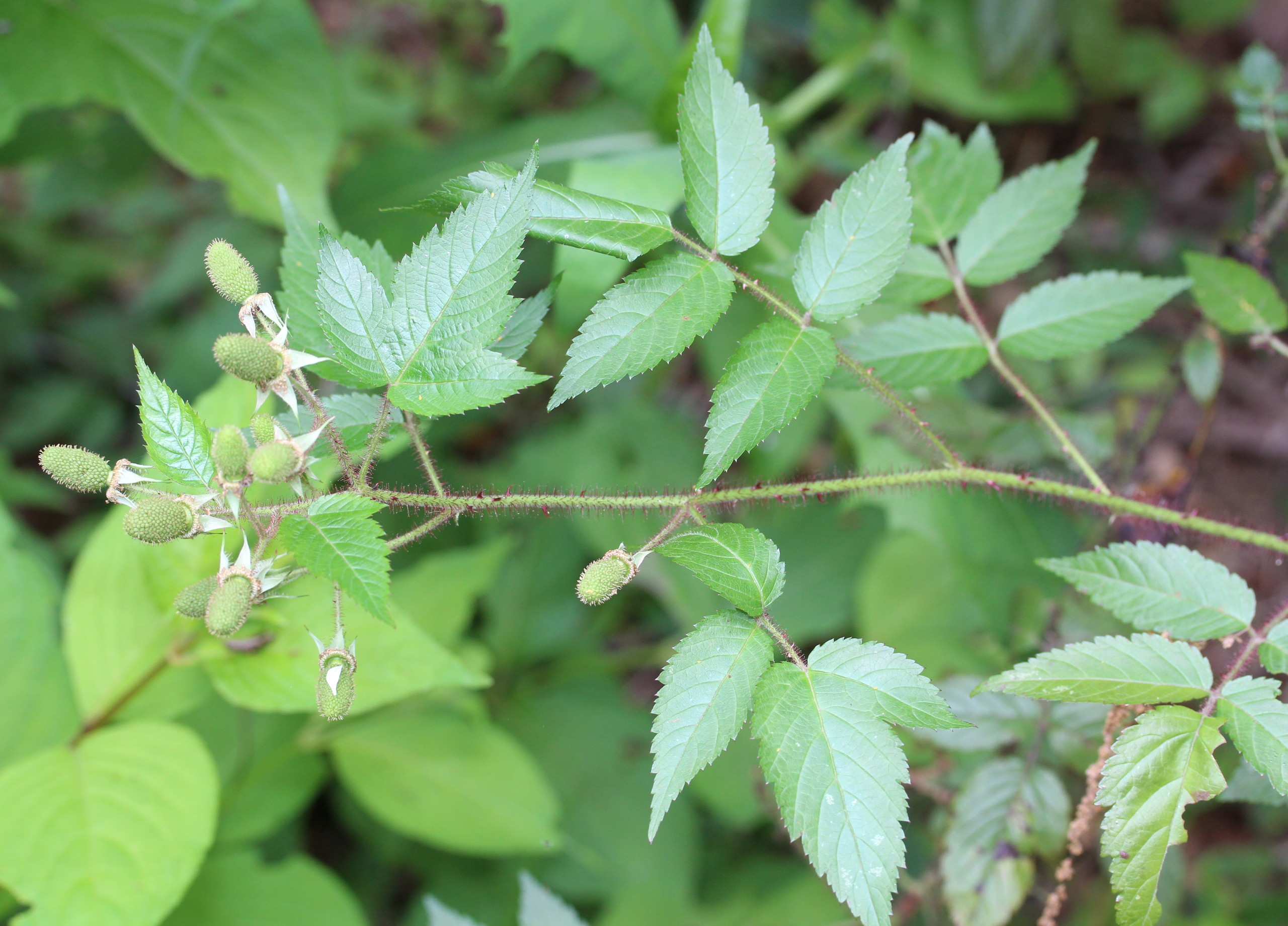
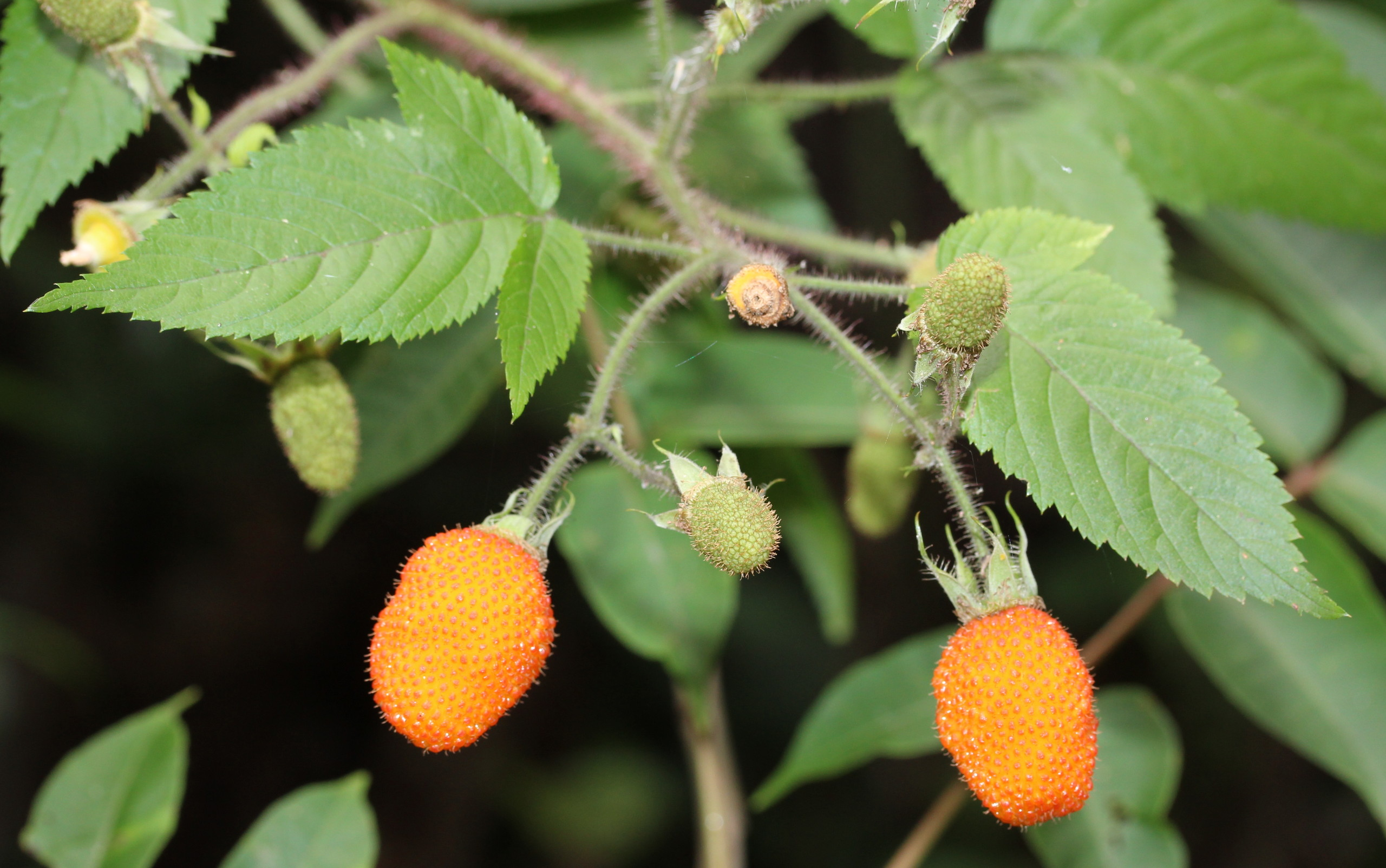
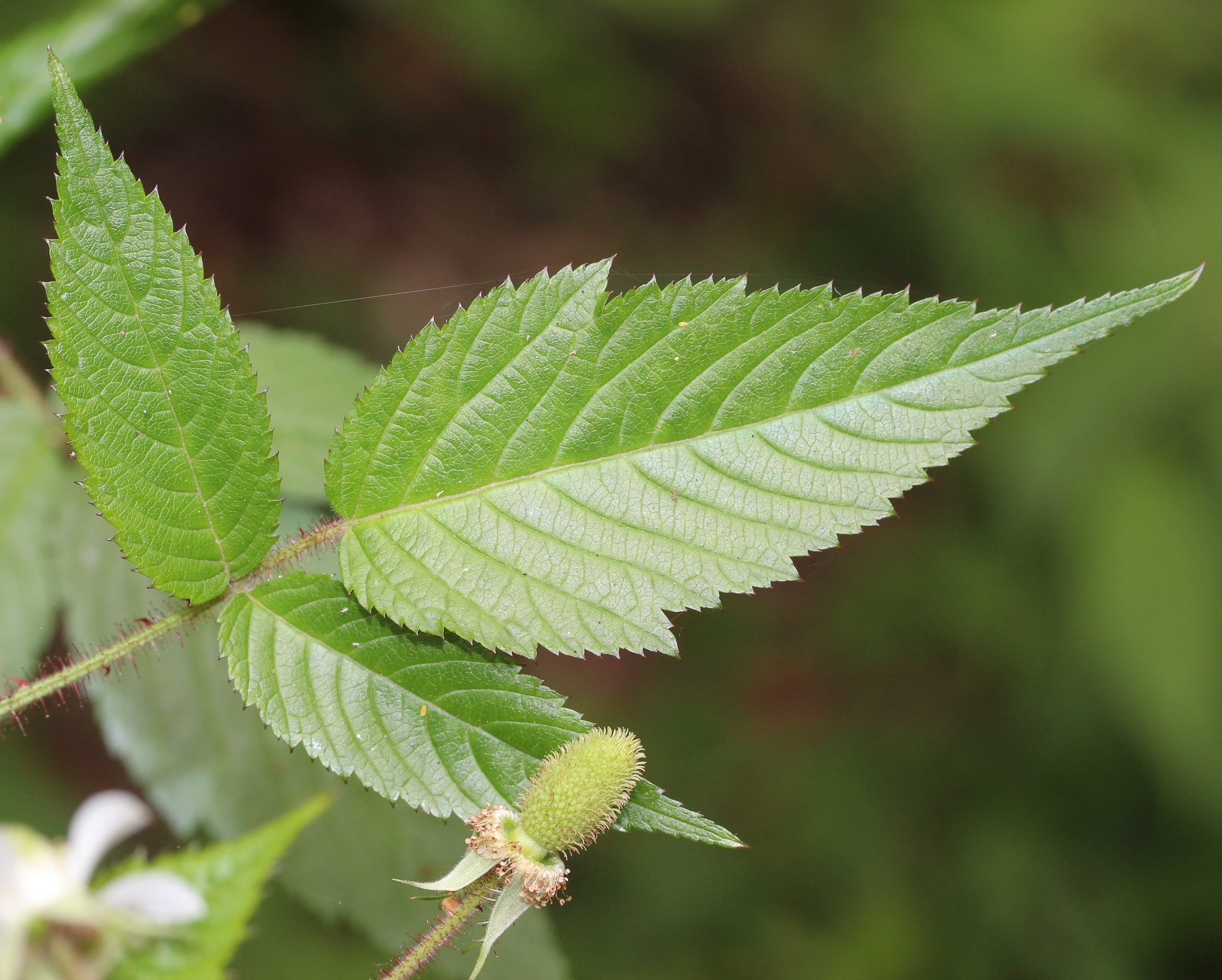
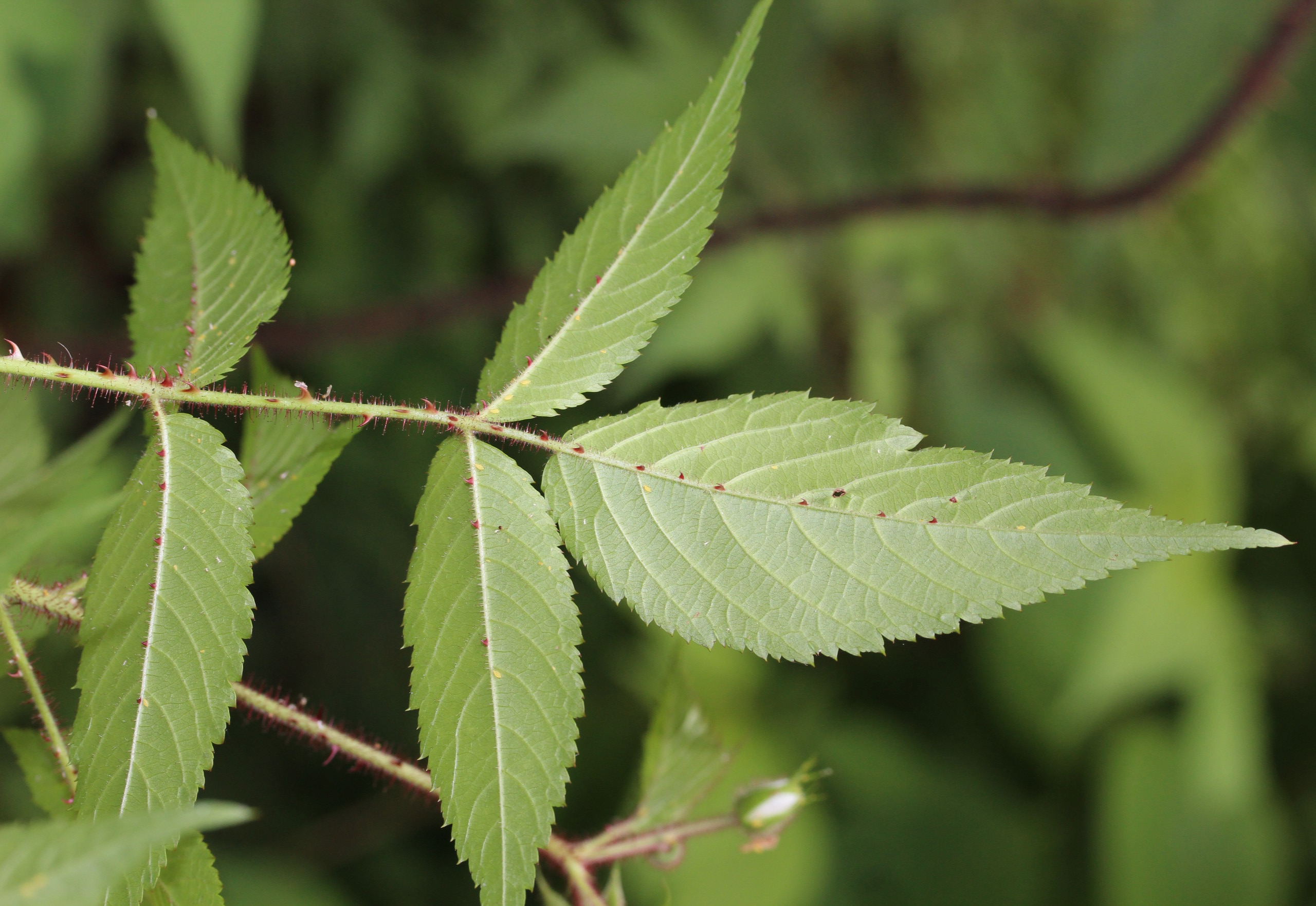
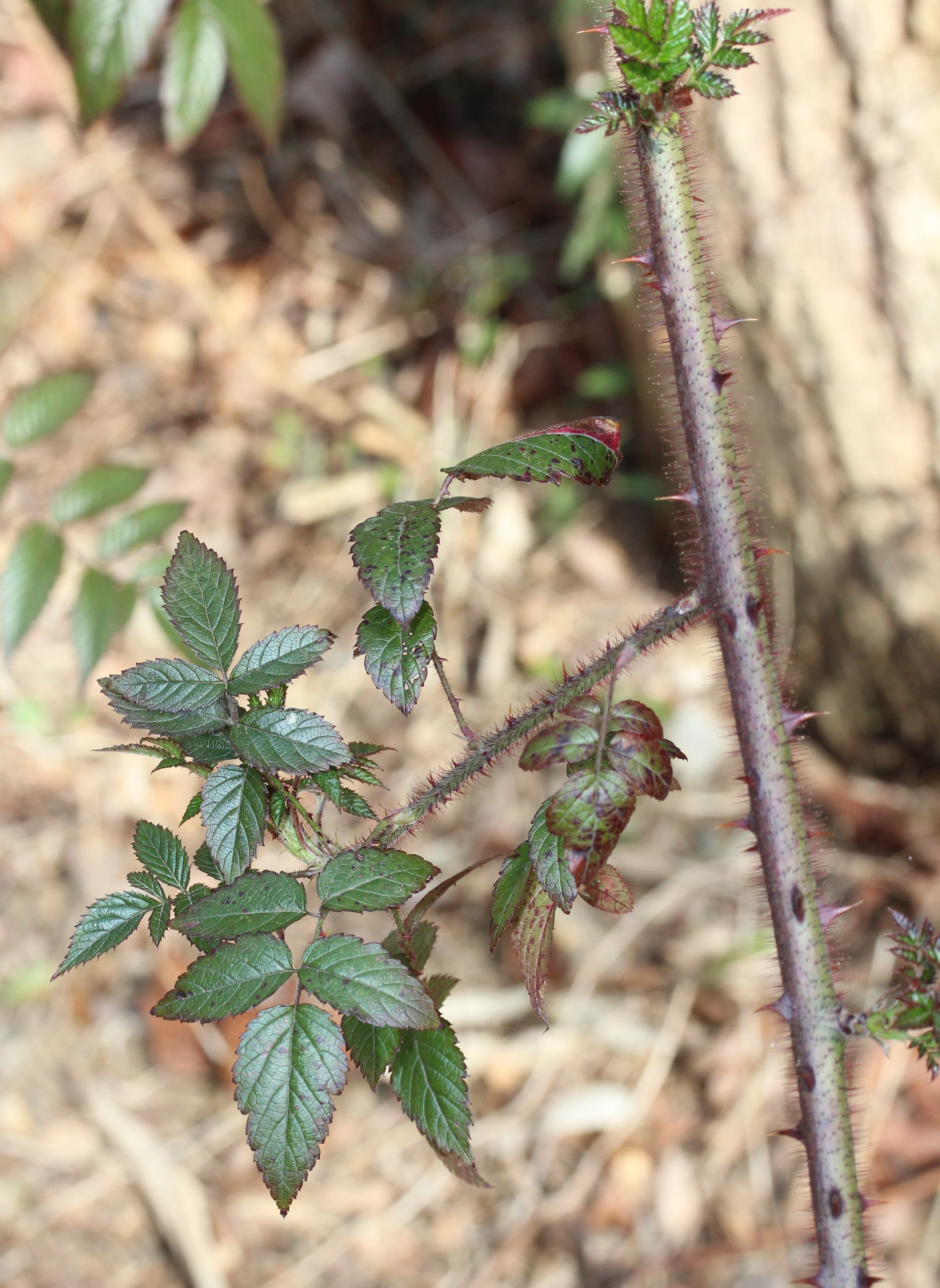
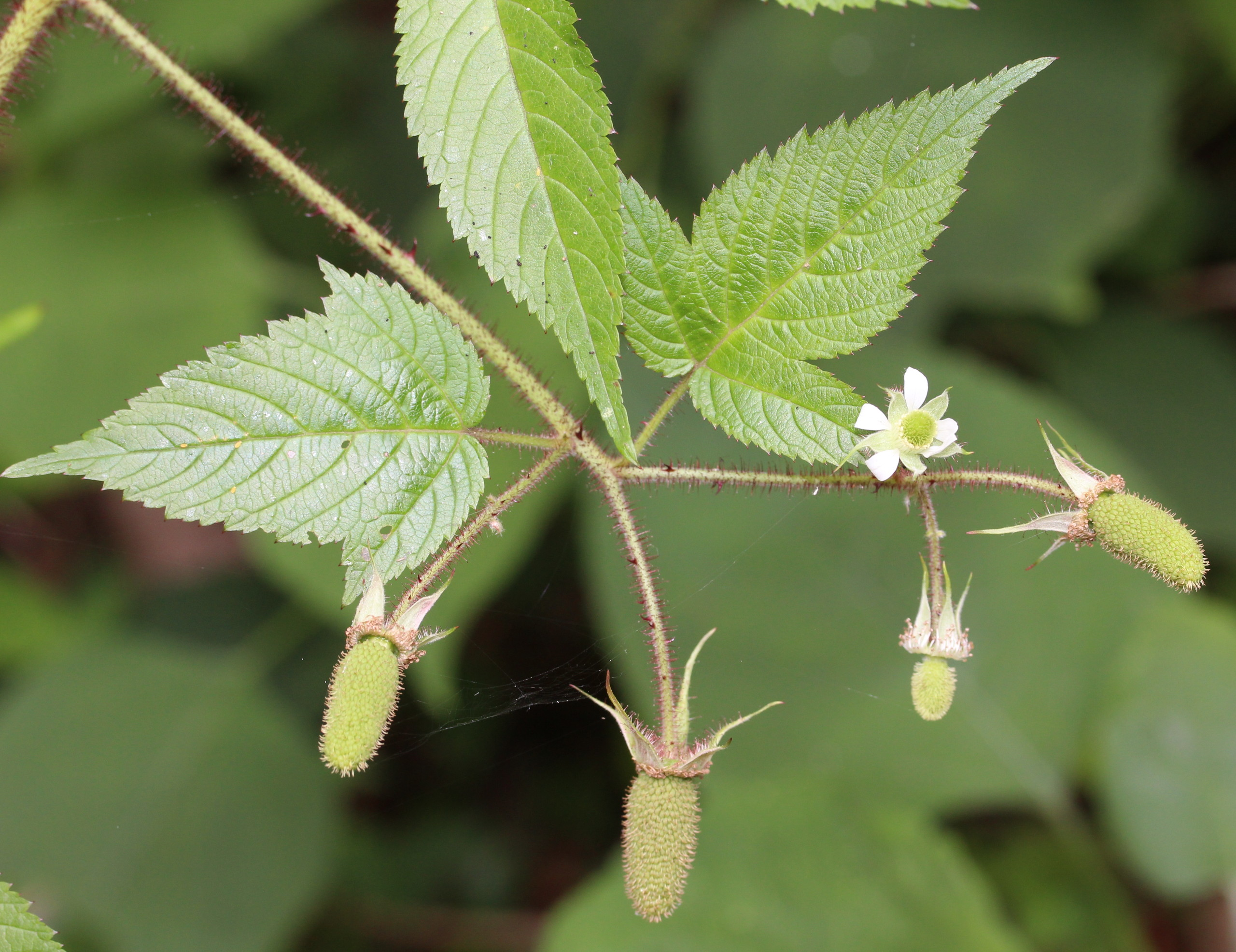